# Чигладзе, Серго Гедеванович
Серго Гедеванович Чигла́дзе (Чихла́дзе)  (1920—1944) — участник Великой Отечественной войны, младший сержант, Герой Советского Союза.

## Биография
Родился 12 марта 1920 года в селе Зоди ныне Чиатурского района Грузии. Работал на руднике.
В 1942 году попал на фронт. Воевал на Северо-Западном, Брянском и Белорусском фронтах.
Пулемётчик 889-го стрелкового полка 197-й стрелковой дивизии, младший сержант Серго Чигладзе геройски сражался за освобождение Паричского района Полесской области Белоруссии.
1 февраля 1944 года с группой разведчиков получил приказ провести разведку в окрестностях деревни Дуброва. Бойцам удалось пробраться в тыл неприятеля и выйти на позицию, с которой деревня отлично просматривалась. Из пулемёта они открыли огонь по засевшим в деревне гитлеровцам. Когда патроны были на исходе, Чигладзе сумел захватить немецкий пулемёт и продолжить обстрел. В бою был ранен, но сражение не покинул. Уничтожил более 70 фашистов. На следующий день, 2 февраля, через болота пробрался к позициям противника, уничтожил две пулемётные точки, около 50 солдат противника. Погиб в этом бою смертью храбрых.
Похоронен в братской могиле в центре деревни Дуброва Светлогорского района Гомельской области.

## Награды и звания
Звание Героя Советского Союза было присвоено 23 июля 1944 года посмертно.

## Память

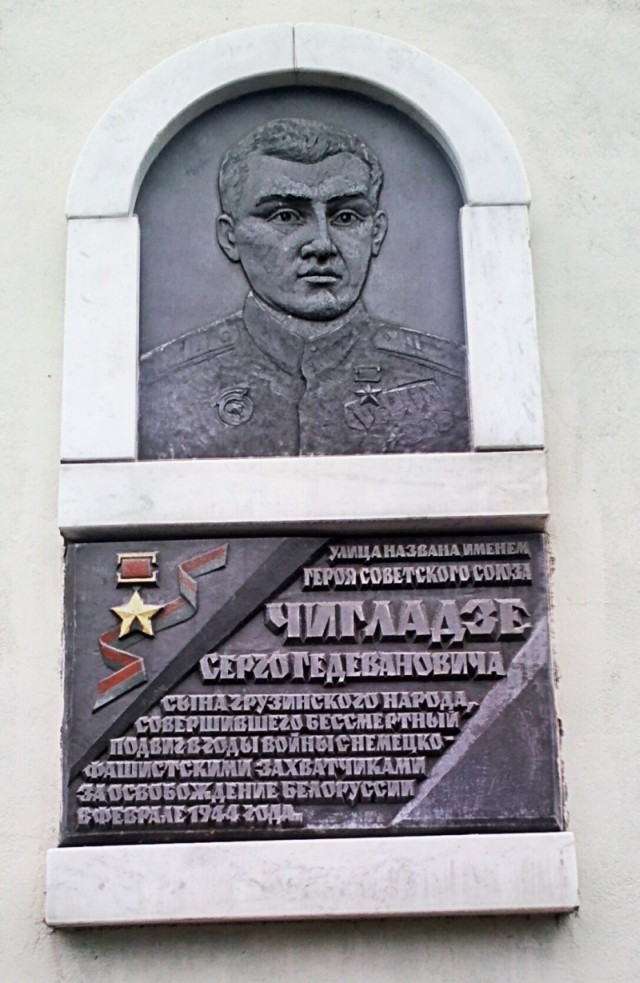
Мемориальная доска Героя СССР Чигладзе С.Г. в Минске.

- В городе Минске, во Фрунзенском районе, есть улица, названная именем Героя Советского Союза Чигладзе Серго Гедевановича. На доме № 2 по улице Чигладзе была установлена мемориальная доска, в середине 2000-х была перенесена на дом № 4. На доске надпись: «Улица названа именем Героя Советского Союза Чигладзе Серго Гедевановича, сына грузинского народа, совершившего бессмертный подвиг в годы войны с немецко-фашистскими захватчиками за освобождение Белоруссии в феврале 1944 года».
- Бюст Героя установлен на Аллее памяти в центре города Светлогорск Гомельской области Беларуси.
- Именем героя названа улица в Светлогорске Гомельской области Беларуси.
- В информационном терминале зала № 8 Белорусского государственного музея истории Великой Отечественной войны содержатся материалы о Герое Советского Союза С. Г. Чигладзе, в фондах музея – хранится его фотография и копия наградного листа[1].
- В Светлогорске (Беларусь) на здании № 33 по улице Пионерской открыт мурал, посвящённый Герою[2][3].